# Squatinella microdactyla
Squatinella microdactyla är en hjuldjursart som först beskrevs av Murray 1906.  Squatinella microdactyla ingår i släktet Squatinella och familjen Lepadellidae. Inga underarter finns listade i Catalogue of Life.